# Wydział Prawa Uniwersytetu w Rostocku
Wydział Prawa Uniwersytetu w Rostocku (niem. Juristische Fakultät der Universität Rostock) - wydział prawa na niemieckim Uniwersytecie w Rostocku.
Historia wydziału zaczęła się w listopadzie 1409. W 1950 jednostka ta została zlikwidowana, jednak w 1990 ją reaktywowano. Obecnym dziekanem wydziału jest prof. Wolfgang März.

## Niektóre publikacje o wydziale
- Juristische Fakultät der Universität Rostock (Hrsg.): Beiträge zur Geschichte der Juristischen Fakultät der Universität;
- Blitz: „Kundgebung“, „Das Sterben verweigert“. 2. Juli 2006;
- Norddeutsche Neuste Nachrichten: „Studenten tragen Uni zu Garbe“, 11. März 2005;
- Warnowkurier: „Wer nicht klagt, hat schon verloren“, 10. Februar 2007;
- Warnow-Kurier: „Stoma ganz – Jura bald nur teilweise“, 24. Februar 2007;
- Ostsee-Zeitung: „Senat der Uni Rostock stimmt Jura-Abbau zu“ von B. Schmidtbauer, 1. März 2007.